# Бітлджюс Бітлджюс
«Бітлджюс Бітлджюс» (англ. Beetlejuice Beetlejuice) — американський фентезійний фільм режисера Тіма Бертона, продовження фільму «Бітлджюс» (1988). Сценарій написали Альфред Гоф та Майлз Міллар на основі сюжету Сета Грема-Сміта. До своїх ролей із фільму 1988 року повернулися Майкл Кітон, Вайнона Райдер та Кетрін О'Гара; також у фільмі взяли участь Дженна Ортега, Джастін Теру, Моніка Беллуччі та Віллем Дефо. Знімання розпочали 11 травня 2023 року.
Фільм вийшов у широкий прокат 6 вересня 2024 року за сприяння компанії Warner Bros.

## Сюжет
У 2024 році Лідія Дітц веде телевізійне токшоу про надприродне «Дім привидів», коли в студії раптово на мить виникає привид Бітлджюс. Лідія живе осторонь своєї доньки Астрід, відколи колишній чоловік Лідії та батько Астрід, Річард, помер в Амазонських джунглях. Незабаром мачуха Лідії, Делія, повідомляє Лідії, що її батько, Чарльз, загинув у аварії літака (хоча її більше турбує участь у мистецькому перформансі). Вони забирають Астрід зі школи та їдуть до Вінтер-Рівер, штат Коннектикут, на похорони Чарльза. На поминках Рорі, хлопець і продюсер Лідії, робить їй несподівану пропозицію одруження на Гелловін; вона нерішуче погоджується.
У потойбічному світі Бітлджюс тим часом керує службою лякання людей. Колишній актор Вольф Джексон, який став детективом-привидом, викликає Бітлджюса до свого офісу та запитує чи знає він примару Долорес, яка нещодавно втекла з ув'язнення та поглинула кількох привидів. Бітлджюс бреше, що не знає її, але приєднується до розслідування. Насправді Делорес за життя вбила Бітлджюса, щоб отримати безсмертя, але він встиг убити її саму, тому Долорес бажає помститися.
Астрід ледве не потрапляє в автомобільну аварію та зустрічає у Вінтер-Рівер місцевого хлопця на ім'я Джеремі Фрейзер, який запрошує її провести з ним Гелловін. Астрід, яка успадкувала екстрасенсорні здібності матері, розуміє, що Джеремі — привид, який застряг між світами. Хлопець просить Астрід провести його в загробне життя, щоб змогти потім ожити, а натомість вона може зустріти дух свого батька. Джеремі виконує ритуал, який відкриває двері до світу мертвих, і обоє ступають у них.
Бітлджюс ненадовго викликає в потойбіччя Лідію з Рорі, щоб використати їх для свого порятунку. Вона відмовляється мати будь-які стосунки з привидом. Та згодом Лідія дізнається від рієлтора, що Джеремі не такий безневинний, як здається; він убив своїх батьків і загинув, коли поліція намагалася його заарештувати, тому й не може піти в потойбіччя. Щоб урятувати дочку, Лідія неохоче викликає Бітлджюса і погоджується на його давню пропозицію одружитися з ним, для чого підписує контракт. За це вона хоче вирушити з привидом у потойбіччя.
Вольф відчуває, що Бітлджюс привів живу людину в потойбіччя, і починає полювання на нього. Проте, схоплює привида Боба, якого Бітлджюс заздалегідь перевдягув у себе. Делорес зустрічає Боба в поліцейській дільниці та поглинає його. В той час Делія проводить ритуал, в ході якого її кусають отруйні змії, в яких, як її запевняли, видалені ікла. Вона опиняється в світі мертвих і викликає Бітлджюса, щоб розшукати Чарльза; він погоджується, якщо Делія допоможе йому знайти Лідію.
Поки Бітлджюс та Лідія шукають Астрід, Джеремі супроводжує її через кабінети потойбічної бюрократії. Він зізнається, що обманом змусив Астрід обміняти її життя на своє, та відправляє «потягом душ» у Велике Потойбіччя. Лідія знаходить дочку, але обидві випадають у Піски Титана, де на них нападає піщаний хробак. Привид Річарда рятує їх, але Джеремі вже отримав документи на воскресіння. Тоді Бітлджюс встигає на допомогу й відкриває люк, крізь який Джеремі падає до пекла.
Річард показує Лідії та Астрід, як повернутися до світу живих. Лідія з дочкою поспішає до церкви, щоб встигнути обвінчатися з Рорі. Бітлджюс із Делією вривається на церемонію, заявляючи, що Лідія тепер — його дружина. Він використовує «сироватку правди», яка змушує Рорі визнати, що він використовує Лідію лише заради її грошей. Бітлджюс готується одружитися з Лідією, коли прибуває Делорес. Вольф з загоном привидів-поліцейських також з'являється, але Бітлджюс заморожує їх. Астрід виконує ритуал (повторивши раніші дії Джеремі), щоб відкрити двері до світу мертвих, але звідти вилазить піщаний хробак, і Бітлджюс нацьковує його на Делорес і Рорі, котрих хробак проковтує. Астрід зауважує, що через те, що Бітлджюс незаконно привів Лідію в потойбічне життя, їхній шлюбний контракт недійсний. Лідія тричі повторює ім'я Бітлджюса та відправляє його назад у загробне життя. Делія змирюється з тим, що вона мертва, і вирішує лишитися в потойбіччі з Вольфом.
Лідія покидає своє шоу, щоб проводити більше часу з Астрід. Однак вона постійно бачить кошмари про Бітлджюса, з чого розуміє, що він ніколи не відмовиться від свого захоплення нею.

## У ролях
| Актор            | Роль                      |
| ---------------- | ------------------------- |
| Майкл Кітон      | Бітлджюс                  |
| Вайнона Райдер   | Лідія Дітц                |
| Кетрін О'Гара    | Делія Дітц                |
| Дженна Ортега    | Астрід Дітц               |
| Джастін Теру     | Рорі                      |
| Моніка Беллуччі  | Делорес                   |
| Віллем Дефо      | Вольф Джексон             |
| Артур Конті      | Джеремі Фрейзер           |
| Сантьяго Кабрера | Річард                    |
| Берн Ґорман      | Отець Дем'єн, превелебний |
| Денні Девіто     | прибиральник              |

## Виробництво

### Розробка
У 1990 році Тім Бертон доручив Джонатану Джемсу написати продовження фільму «Бітлджюс» — Beetlejuice Goes Hawaiian (з англ. - «Бітлджюс на Гаваях»). «Тім подумав, що було б смішно поєднати серфінг на тлі пляжного фільму з якимось німецьким експресіонізмом, тому що вони зовсім не поєднуються», — сказав Джемс. За сюжетом родина Дітц переїжджає на Гаваї, де Чарльз займається будівництвом курортного комплексу. Незабаром вони дізнаються, що його компанія веде будівництво на місці поховання стародавнього гавайського кахуна. Дух повертається з потойбіччя, щоб влаштувати неприємності, а Бітлджюс стає героєм, вигравши змагання з серфінгу за допомогою магії. Майкл Кітон та Вайнона Райдер погодилися зніматися у фільмі за умови, що режисером буде Бертон, проте і він, і Кітон були зайняті роботою над фільмом «Бетмен повертається».
На початку 1991 року Бертон все ще був зацікавлений у створенні фільму «Бітлджюс на Гаваях». Вражений сценарієм Деніела Вотерса над кінокартиною «Смертельний потяг», Бертон звернувся до нього з проханням переписати сценарій. Однак у результаті Тім підписав контракт з Вотерсом на написання сценарію до «Бетмена повертається». До серпня 1993 року продюсер Девід Геффен найняв Памелу Норріс для зміни сценарію. 1996 року компанія Warner Bros. звернулася до Кевіна Сміта з пропозицією про переписування сценарію, але Сміт відхилив пропозицію на користь кінокоміксу «Супермен живий». Сміт розповів, що його реакція була такою: «Хіба ми не сказали все, що хотіли сказати у першому „Бітлджюсі“? Чи маємо ми перейти на тропічний рівень?». У березні 1997 року компанія Gems опублікувала заяву: «Сценарій „Бітлджюс на Гаваях“, як і раніше, належить The Geffen Company, і, найімовірніше, фільм ніколи не буде знятий. У будь-якому разі зараз це неможливо. Вайнона занадто стара для цієї ролі, і єдиний спосіб зробити це повністю замінити її».
Я не хочу бути тим хлопцем, який знищить спадщину та пам'ять про перший фільм; я краще помру. Я б волів би краще просто не робити його, я б вважав за краще просто викинути все це на смітник, ніж зробити щось, що не матиме жодної поваги і навіть близько не стоятиме зі спадщиною першого фільму

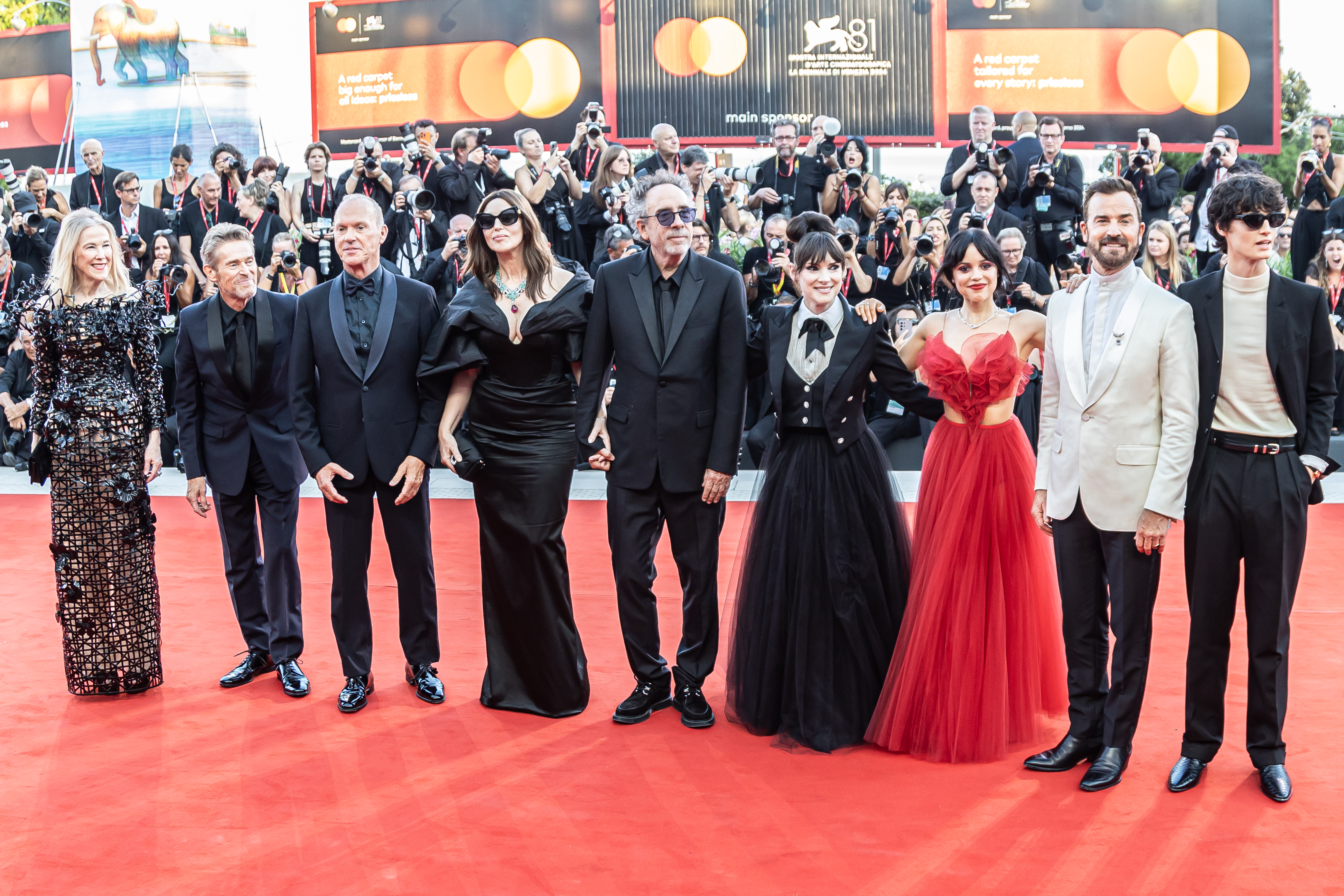
Актори та знімальна група фільму «Бітлджус» «Бітлджус» на 81-му Венеціанському міжнародному кінофестивалі.

У вересні 2011 року Warner Bros. запросила Сета Грема-Сміта, який співпрацював з Бертоном над фільмами «Похмурі тіні» та «Президент Лінкольн: Мисливець на вампірів», для написання сценарію та продюсування продовження «Бітлджюса». Грем-Сміт підписав контракт із наміром зробити «історію, гідну нашої участі у фільмі, щось, що буде не просто заради прибутку і не заради того, щоб нав'язати комусь ремейк чи перезавантаження». Він також був упевнений, що Майкл Кітон повернеться до своєї ролі й Warner Bros. не змінюватиме його на іншого актора. Бертон та Кітон не підписали офіційного контракту, але планували повернутися у разі вдалого сценарію. Грем-Сміт зустрівся з Кітоном у лютому 2012 року: «Ми розмовляли кілька годин і обговорювали великі теми. Це є пріоритет для Warner Bros. Це пріоритет для Тіма. [Майкл] хоче знятися в цьому фільмі вже 20 років, і він буде говорити про це з будь-ким, хто його вислухає». Сюжет, за задумом, розгорнувся б у реальних часових рамках 1988 року: «Це буде справжній сіквел 26 або 27 років по тому. Найпрекрасніше, що для Бітлджюса час нічого не означає в потойбічному світі, але світ зовні — це зовсім інша історія».
У листопаді 2013 року Вайнона Райдер натякнула на можливе повернення в сіквелі, сказавши: «Я ніби поклялася зберігати таємницю, але схоже, що це може статися. Це через 27 років. І я маю сказати, що дуже люблю Лідію Дітц. Вона була такою величезною частиною мене. Мені було б дуже цікаво дізнатися, чим вона займається через 27 років». Райдер підтвердила, що розгляне можливість участі у сіквелі лише за умови повернення Бертона та Кітона. У грудні 2014 року Тім Бертон заявив: «Я люблю цього персонажа, і я сумую за роботою з Майклом. Є лише один Бітлджюс. Ми працюємо над сценарієм, і я думаю, що зараз ми близькі як ніколи, і я б із задоволенням попрацював із ним знову». У січні 2015 року сценарист Сет Грем-Сміт повідомив виданню Entertainment Weekly, що розробка сценарію «Бітлджюса 2» завершена, початок знімання заплановано на кінець року,. Бертон займе режисерське крісло, а Кітон і Райдер повернуться до своїх. У серпні 2015 року у програмі Late Night with Seth Meyers Райдер підтвердила, що повернеться до своєї ролі в сіквелі. У травні 2016 Бертон повідомив наступне: «Я б дуже хотів [почати виробництво] за сприятливих обставин, але це один з тих фільмів, де все має бути правильно. Це не той фільм, який волає [до сиквела], це не трилогія „Бітлджюса“. Так що якщо все складеться вдало — тому що я люблю цього персонажа, а Майкл чудово грає його, — ми побачимо [продовження]. Але поки що нічого конкретного немає». У жовтні 2017 року для переписування сценарію був найнятий Майк Вукадіновіч. У квітні 2019 року Warner Bros. оголосила, що виробництво сиквела ще відкладено.

### Виробництво
У лютому 2022 року було знову оголошено про розробку сиквела «Бітлджюса» за участю продюсерської компанії Бреда Пітта Plan B Entertainment спільно з Warner Bros. У жовтні 2022 року Тім Бертон повідомив, що не залучений до проєкту, але через кілька днів відмовився від своїх слів, зазначивши, що «ні про що не може бути мови». У березні 2023 року видання Variety повідомило, що Дженна Ортега, яка раніше працювала з Бертоном над серіалом «Венздей», веде переговори про виконання ролі доньки Лідії, а Тім Бертон повернеться як режисер. У травні Денні Ельфман оголосив, що напише саундтрек для сиквела; також стало відомо, що Ортега була затверджена на головну роль, а творці Венздей Альфред Гоф і Майлз Міллар напишуть сценарій. Джастін Теру також приєднався до акторського складу в нерозкритій ролі. Кетрін О'Гара знову виконає роль Делії Дітц, Моніка Беллуччі зіграє дружину Бітлджюса, а Віллем Дефо — співробітника правоохоронних органів у потойбічному світі. Коллін Етвуд, яка часто співпрацює з Бертоном, працюватиме над дизайном костюмів для фільму.

### Знімання
Спочатку знімальний процес повинен був розпочатися в середині 2022 року Пізніше дату початку знімання було перенесено на 10 травня 2023 року, проте невідомо, чи приведе страйк Гільдії сценаристів Америки, що почалася у 2023 році, до чергової затримки виробництва. Офіційно підтверджено, що знімання почали наступного дня. 18 травня 2023 року стало відомо, що знімальний процес відбувається на околицях коледжу принцеси Єлени у Хітчині, Хартфордшир в Англії.

## Реліз
Фільм «Бітлджюс Бітлджюс» відкрив 81-й Венеційський міжнародний кінофестиваль 28 серпня 2024 року в залі Sala Grande у позаконкурсному показі. 6 вересня 2024 року фільм вийшов у кінотеатральний прокат від Warner Bros. Pictures, включаючи IMAX, 4DX та ScreenX. Спочатку передбачалося, що фільм буде відкладено до 2025 року через страйк SAG-AFTRA у 2023 році, незважаючи на те, що більша частина зйомок вже була завершена, однак у лютому 2024 року продюсери підтвердили дату релізу, а також розкрили офіційну назву. На презентації CineEurope 2024 року компанія Warner Bros. оголосила, що фільм вийде за кордоном 4 вересня 2024 року, за два дні до прем'єри на батьківщині. Маркетингові зусилля, що оцінюються в 100 мільйонів доларів, допомогли просунути «Бітлджюс Бітлджюс» на екрани.

## Сприйняття
На агрегаторі рецензій Rotten Tomatoes фільм схвалили 77 % критиків, середня оцінка склала 6,5/10. Metacritic присвоїв фільму середній бал 62 бали зі 100, вказуючи на «загалом схвальні» рецензії.
Рецензія Венді Іде у «The Guardian» містить висновок, що «Бітлджюс Бітлджюс» коливається на межі тих самих пасток, які завадили останньому сиквелу «Мисливців за привидами»: це відчуття, що з ідеї десятирічної давнини стерли пил, трохи переоформили та видали заново. «Бітлджюс Бітлджюс» вторинний, але він також приємно своєрідний і гострий. Режисер вирішує проблему оригінального акторського складу (який не повернувся) не за допомогою штучного інтелекту, а за допомогою анімаційних вставок. Дія відбувається в умовній сучасності, хоча час у світі Бертона нестійкий — тепер дочка Лідії Дітц повторює її пригоди, які Лідія отримала в її віці.
Таша Робінсон на Polygon описала «Бітлджюс Бітлджюс» як найлінивіший із можливих спосіб створити продовження: зіграти на ностальгії, з майже тим самим фіналом і кількома старими персонажами в схожих обставинах. Якщо оригінальний фільм базувався на контрасті між зніяковілим подружжям привидів і розбишакуватим Бітлджюсом, то продовження цього контрасту позбавлене. Весь фільм — це ехо-камера, наповнена подіями.
Тай Берр у «The Washington Post» прокоментував, що похмурі дивацтва Бертона ввійшли в мейнстрим і якщо «Бітлджюс» був кумедним, непередбачуваним і дивним, то «Бітлджюс Бітлджюс» після телесеріалу, відеогри та бродвейського мюзиклу вже не дивує. Загалом «Бітлджюс Бітлджюс» досить розважальний, але дистанція в 36 років від оригінального фільму не йде йому на користь.
Денис Федорук на ITC.ua написав: після перегляду «Бітлджюс Бітлджюс» важко позбутися думки, що фільм міг бути захопливішим і веселішим. Але «наявного пороху у порохівницях поки достатньо, щоб цікаво і розслаблено провести час біля екрана». Бертон пропонує у міру захопливу подорож загробним світом, декілька лячних образів, достатню кількість абсурдного, проте винахідливого гумору, та яскраві музичні номери.